# Draconarius acidentatus
Draconarius acidentatus là một loài nhện trong họ Amaurobiidae.
Loài này thuộc chi Draconarius. Draconarius acidentatus được miêu tả năm 1998 bởi Peng & Chang-Min Yin.